# جزیره اکسل هایبرگ
جزیره اکسل هایبرگ (به انگلیسی: Axel Heiberg Island) جزیره‌ای در اقیانوس منجمد شمالی واقع در قلمروی نوناووت کانادا است. این جزیره با مساحت ۴۳٬۱۷۸ کیلومتر مربع (۱۶٬۶۷۱ مایل مربع) ۳۱مین جزیره بزرگ جهان و هفتمین جزیره بزرگ کاناداست. جزیرهٔ اکسل هایبرگ همچنین یکی از جزایر ملکه الیزابت و مجمع‌الجزایر قطبی کانادا می‌باشد. هیچ انسانی به‌طور دائم در آن زندگی نمی‌کند و تنها جمعیت کمی از پژوهشگران به‌طور فصلی در آن به تحقیقات دانشگاهی می‌پردازند.

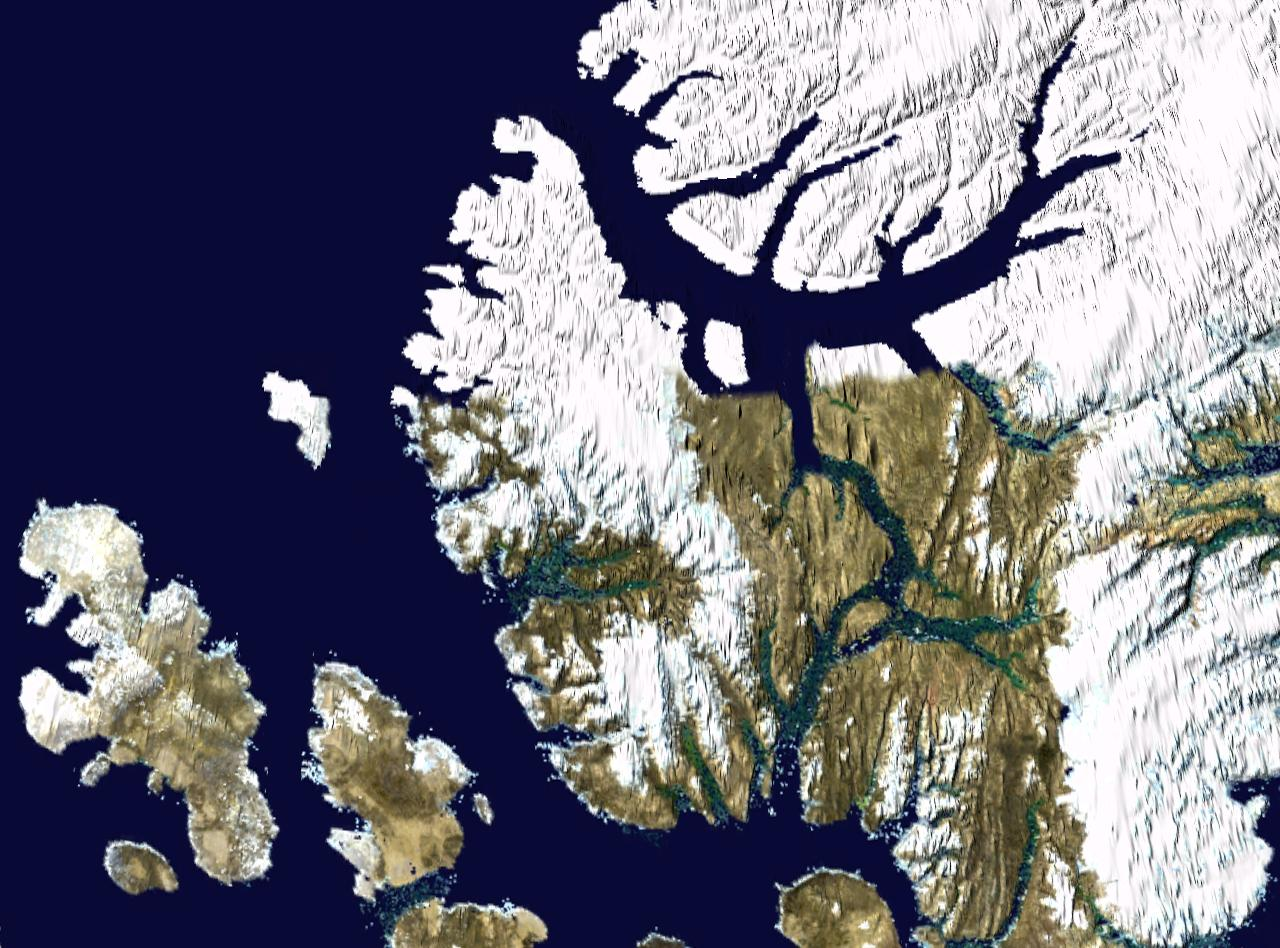
نگاره‌ای ماهواره‌ای از جزیره اکسل هایبرگ